# Pentru cine bat clopotele (roman)
Pentru cine bat clopotele (în engleză For Whom the Bell Tolls, traducere exactă în română Pentru cine bate clopotul) este un roman scris de Ernest Hemingway și publicat în 1940. Romanul prezintă povestea lui Robert Jordan, un tânăr american din Brigăzile Internaționale alăturate unității de gherilă republicană în timpul Războiului Civil Spaniol. Ca expert în folosirea explozibililor, el primește misiunea de a arunca în aer un pod în timpul atacului asupra orașului Segovia. Biograful lui Hemingway, Jeffrey Meyers, scrie că romanul acesta este considerat a fi una dintre cele mai bune scrieri ale lui Hemingway, alături de Fiesta, Bătrânul și marea și Adio arme.